# ريتشارد ليبارمينتاير
ريتشارد ليبارمينتاير (بالإنجليزية: Richard LeParmentier)‏ هو ممثل أمريكي، ولد في 16 يوليو 1946 ببيتسبرغ في الولايات المتحدة، وتوفي في 15 أبريل 2013 بأوستن في الولايات المتحدة بسبب نوبة قلبية.

## أعمال

### أفلام
- (1977) حرب النجوم[5]
- (1983) الأخطبوطي[6]
- (1988) من ورط الأرنب روجر

## وصلات خارجية
- ريتشارد ليبارمينتاير على موقع IMDb (الإنجليزية)
- ريتشارد ليبارمينتاير على موقع ألو سيني (الفرنسية)
- ريتشارد ليبارمينتاير على موقع قاعدة بيانات الأفلام السويدية (السويدية)
- ريتشارد ليبارمينتاير على موقع قاعدة بيانات الفيلم (الإنجليزية)
- ريتشارد ليبارمينتاير على موقع كينوبويسك (الروسية)